# John Toland
John Toland (ur. 30 listopada 1670 w Ardagh, zm. 11 marca 1722 w Londynie) – irlandzki filozof, teolog, wolnomyśliciel, panteista, zwolennik wolności słowa i obrońca ofiar prześladowań religijnych. 

## Życiorys
Toland urodził się w Irlandii. Studiował na Uniwersytecie w Glasgow, Uniwersytecie Edynburskim, Uniwersytecie w Lejdzie oraz Uniwersytecie Oksfordzkim. Pozostawał pod silnym wpływem filozofii Johna Locke'a. Pisał liczne prace na temat filozofii, polityki oraz religii. Był radykalnym orędownikiem wolności. Po odejściu od katolicyzmu został zwolennikiem racjonalistycznej interpretacji Biblii. Jest autorem deistycznej liturgii Pantheisticon. Zmarł w Putney w dzielnicy Londynu.

## Twórczość
Jego najbardziej znaczącymi pracami są: 
- Christianity Not Mysterious,
- Life of Milton,
- Origins of the Jews,
- Reasons for Naturalizing the Jews,
- Nazarenus
- Amyntor, or a Defence of Milton’s Life.